# Francisco de Paula Argolo
Francisco de Paula Argolo (São Francisco do Conde, 28 de janeiro de 1847 — Rio de Janeiro, 11 de fevereiro de 1930) foi um marechal e político brasileiro.

## Carreira Militar
Era  filho do coronel Paulo de Argolo Queirós e de Gracinda de Melo e Silva. Seu pai foi um dos veteranos da Campanha Cisplatina. Seu tio, general Alexandre Gomes de Argolo Ferrão, barão da Cajaíba, participou das lutas da Independência e
também da Campanha Cisplatina. Seu primo, general Alexandre Gomes de Argolo Ferrão Filho, visconde de Itaparica, combateu na Guerra do Paraguai. Seu irmão, o capitão Paulo de Argolo Queirós, morreu na Batalha de Itororó, durante o mesmo conflito.
Assentou praça a 19 de outubro de 1866, no 40º Corpo de Voluntários, e como alferes em comissão alistou-se junto com o irmão
na campanha do Paraguai, onde entrou no 16º Corpo de Infantaria sob o comando do general Antônio Tibúrcio Ferreira de Sousa. Foi então nomeado ajudante de ordens do comando da 1ª Divisão e mais tarde do comando do 2º Corpo de Exército. Posteriormente, passou a servir junto aos estados-maiores de Luís Alves de Lima e Silva, futuro duque de Caxias, e de Gastão de Orléans, Conde d'Eu. Pelos serviços prestados nos combates de 16 e 17 de abril de 1866 e na Batalha de Tuiuti, foi nomeado cavaleiro da Ordem de Cristo. Já por sua atuação durante as batalhas de 16 e 18 de junho do mesmo ano, recebeu o grau de cavaleiro da Ordem da Rosa. Conquistou os galões de Alferes, em 18 de junho de 1868, passando a servir junto ao comando do 1º Corpo Exército, e de Tenente, em 20 de fevereiro de 1869. Foi comissionado no posto de Capitão. Essas duas últimas promoções foram concedidas por bravura na Dezembrada série de batalhas travadas em dezembro de 1868 na região do Chaco sob o comando do marechal Luís Alves de Lima e Silva e vencidas pelas tropas brasileiras. Participou também da Campanha das Cordilheiras, na fase final da guerra. Em 1870, serviu no batalhão de engenheiros que foi para a cidade paraguaia de Humaitá. Em 1º de março daquele ano deixou o teatro de guerra, retornando ao Brasil.
Em 27 de abril de 1871 foi confirmado no posto de capitão por atos de bravura. Também naquele ano, matriculou-se na Escola Militar da Praia Vermelha, no Rio de Janeiro, onde fez os cursos de Infantaria e Cavalaria. Escolheu a Infantaria, arma na qual permaneceu até o fim de sua vida militar. Ainda durante o Império foi promovido a Major, em 24 de maio de 1888. Já na República ascendeu a Tenente-Coronel, em 7 de janeiro de 1890, e a Coronel, em 17 de março seguinte.

## Deputado Constituinte
Nas eleições de 15 de setembro de 1890 para o Congresso Nacional Constituinte, candidatou-se a deputado pela Bahia. Duas chapas se apresentaram: uma em apoio ao governo provisório de Deodoro da Fonseca, e outra, contra. Na primeira, foram incluídos os nomes indicados pelo Clube Militar, organizado logo após a Proclamação da República. Além do coronel Francisco de Paula Argolo faziam parte da chapa o almirante Custódio de Melo, o Capitão de Mar e Guerra barão de São Marcos, o tenente-coronel Paula Guimarães, o general Dionísio Cerqueira, o capitão Salvador Pires e Artur Rios. Todos foram eleitos e tomaram posse em 15 de novembro de 1890.
Diante da questão política surgida logo no começo da Constituinte para saber se esta concederia, ou não, poderes especiais ao governo provisório, Argolo assinou a moção de Ubaldino do Amaral, consagrando legalmente o governo. Em sua opinião, os estados só deveriam tratar de sua organização definitiva depois que fosse promulgada a Constituição Federal. Achava ainda que os militares só deveriam perder as patentes em caso de condenação por crime infame, como previsto nos códigos militares. Após a promulgação da Constituição em 24 de fevereiro de 1891, passou, a partir de junho, a exercer o mandato ordinário na Câmara dos Deputados. Em 1892 foi eleito membro da Comissão de Marinha e Guerra da Câmara e passou a integrar o diretório do
Partido Nacional Democrata, fundado no dia 25 de abril em Salvador.
Além de concentrar seus esforços na política, dedicava-se também à carreira militar. Promovido a General de Brigada em 5 de setembro de 1893, como comandante do 5º Distrito Militar marchou do Paraná para a cidade de São Bento do Sul, em Santa Catarina, para participar da repressão à Revolução Federalista, que fora deflagrada em fevereiro no Rio Grande do Sul e avançava pelos estados vizinhos. Como Desterro (atual Florianópolis), capital de Santa Catarina, estava tomada pelos revolucionários, no dia 11 de novembro proclamou São Bento do Sul capital provisória do estado e assumiu o governo. No dia seguinte, em face da aproximação dos revoltosos da entrada da cidade, retirou-se, destruindo as pontes que encontrava pelo caminho. Junto com as autoridades que o acompanhavam, refugiou-se em Rio Negro, marchando mais tarde para Lapa, ambas cidades do Paraná, participando do Cerco da Lapa. Em 31 de dezembro de 1893, encerrou seu mandato de deputado federal.

## Retorno à Carreira Militar

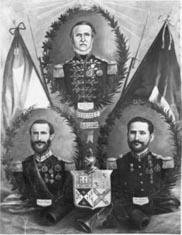
Generais Argolo: Alexandre Gomes de Argolo Ferrão, Francisco de Paula Argolo e Alexandre Gomes de Argolo Ferrão Filho.

Em 1894, durante a Revolta da Armada, movimento promovido por unidades da Marinha do Brasil contra o governo do marechal Floriano Peixoto, atuou na defesa da cidade de Niterói, capital do estado do Rio de Janeiro. Foi Ministro da Guerra, de 4 de janeiro a 17 de maio de 1897, durante o governo interino de Manuel Vitorino e os primeiros meses após o retorno de Prudente de Morais, período em que ocorreram a segunda e a terceira expedição da Guerra de Canudos. Demitiu-se pouco tempo depois de Prudente de Morais ter reassumido o governo, em virtude de um desentendimento com o Presidente, que, durante uma reunião de gabinete, mostrou-se insatisfeito com sua atuação no ministério.
Em 28 de janeiro de 1898, foi nomeado intendente-geral da Guerra. Dois anos depois foi promovido a General de Divisão. Comandou a 1ª Região Militar, no Rio de Janeiro, de 12 de novembro de 1900 até 24 de outubro de 1902.
Em 13 de julho de 1902, foi promovido a Marechal. Voltou a exercer o cargo de ministro da Guerra entre 15 de novembro de 1902 e 15 de novembro de 1906, no governo de Rodrigues Alves.
Em sua gestão, o Brasil enfrentou questões de fronteira com o Peru, que, entre fins de 1902 e meados de 1903, tentou conquistar as regiões do Alto Juruá e Alto Purus, no estado do Amazonas. Instado por José Maria da Silva Paranhos Júnior, o barão do Rio Branco, responsável pelo processo de consolidação das fronteiras brasileiras, o ministro Argolo reforçou o efetivo do Exército Brasileiro naquele estado. O objetivo era conquistar a cidade de Iquitos, no Peru, tomar as lanchas de guerra adversárias e dominar Ucaiale, parte peruana do rio Amazonas. Após vários combates com os peruanos, o Brasil buscou o apoio
da Bolívia e do Equador. Intimidado pelas medidas tomadas pelo governo brasileiro, o governo do Peru optou por uma conciliação, formalizada em 12 de julho de 1904.
Em fins daquele mesmo ano, o ministro Argolo teve que enfrentar manifestações de protesto contra a Lei nº 1.261, de 31 de outubro, que instituiu a vacinação e a revacinação obrigatórias contra a varíola. Entre 10 e 16 de novembro, inúmeros protestos irromperam por todo o Rio de Janeiro. O movimento popular, que ficou conhecido como Revolta da Vacina, serviu de pretexto para que, no dia 14, aproximadamente 300 alunos da Escola Militar da Praia Vermelha marchassem com destino à cidade com o objetivo de tomar o palácio do governo. Tal ação foi contida pelas forças públicas. Um levante na Escola Preparatória e de
Tática do Realengo havia sido frustrado pouco antes, no mesmo dia. Como resposta, o governo autorizou uma nova reorganização do ensino militar, embora o último regulamento estivesse em vigor apenas desde de 1898. Assim, a Escola Militar da
Praia Vermelha e a Escola Preparatória e de Tática do Realengo foram fechadas, e novos estabelecimentos de ensino foram criados. A Escola de Artilharia e Engenharia ficou localizada no bairro do Realengo, e a Escola de Aplicação de Artilharia e Engenharia, no de Santa Cruz, ambos na capital da República. Para as cidades de Rio Pardo e Porto Alegre, no Rio Grande do Sul, foram transferidas, respectivamente, a Escola de Aplicação de Infantaria e Cavalaria e a Escola de Guerra. Por fim, através do Decreto nº 5.698, de 2 de outubro de 1905, foi aprovado o novo regulamento para os institutos militares de ensino.
Também em sua gestão, no mês de setembro de 1905, foram realizadas as manobras militares nos campos de Santa Cruz. Em setembro do ano seguinte, tais exercícios se repetiram. Outra providência do período foi a instalação de uma fábrica de pólvora sem
fumaça em Piquete, no estado de São Paulo.
Ainda como ministro da Guerra, Argolo foi nomeado ministro do Supremo Tribunal Militar (STM), atual Superior Tribunal Militar, por decreto de 24 de fevereiro de 1905, tomando posse em 6 de março do mesmo ano. Presidiu o STM de 18 de janeiro de 1911 a 26 de novembro de 1920. Nessa data, foi afastado do cargo por ato do governo, único caso de afastamento na história do Tribunal.
Faleceu no Rio de Janeiro no dia 11 de fevereiro de 1930. Era casado com Maria José Pires de Argolo, irmã de Antônio Joaquim Pires de Carvalho e Albuquerque, ministro do Supremo Tribunal Federal entre 1916 e 1931, e Procurador Geral da República entre 1919 e 1931. 